# Uładzimir Hajeu
Uładzimir Stanisławawicz Hajeu, biał. Ўладзімер Станіслававіч Гаеў, ros. Владимир Станиславович Гаев, Władimir Stanisławowicz Gajew (ur. 28 października 1977 w Mozyrzu) – białoruski piłkarz, grający na pozycji bramkarza, reprezentant Białorusi.

## Kariera piłkarska

### Kariera klubowa
Rozpoczął karierę piłkarską w miejscowym klubie MPKC-96 Mozyrz, który później zmienił nazwę na Sławija Mozyrz. Następnie został wypożyczony do klubu Zwiazda-WA-BDU Mińsk, skąd trafił do FK Homel. Występowował w rumuńskim Dinamie Bukareszt i w ukraińskim zespole Czornomoreć Odessa. W 2008 wrócił do Białorusi, gdzie bronił barw Szachciora Soligorsk. Obecnie jest wypożyczony do Sawitu Mohylew.

### Kariera reprezentacyjna
W reprezentacji Białorusi wystąpił 14 razy.